# Дугохребцеві
Дугохребцеві (Batrachomorpha, Apsidospondyli) — підклас земноводних. Підклас об'єднує три ряди: Temnospondyli (Темноспондили), Proanura (Первиннобезхвості), Anura (Безхвості). Останні два ряди походять від однієї з груп темноспондилів (Eryopoidea) і зазвичай об'єднуються в надряд Salientia. Дугохребцеві виникли в раньому кам'яновугільному періоді.

## Особливості будови
Скелет в основному кістковий, але в еволюції спостерігається тенденція до його вторинного схрящовіння. Череп з самого початку латитабулярниЙ. Вушна вирізка зазвичай добре виражена. У примітивних форм хребці рахітомні, у просунутих — стереоспондильні або апсидоспондильні. У всіх батрахоморфів передні кінцівки чотирипалі, задні- п'ятипалі. Фалангова формула зазвичай 2: 3: 3: 3 для кисті і 2: 3: 3: 3: 3 для стопи, іноді число фаланг може бути зменшено.